# Boule de gomme
Boule de gomme è un film del 1931 diretto da Georges Lacombe. Si tratta del suo secondo cortometraggio, dopo Bluff  (1930), che conferma la sua posizione in seno all'avanguardia sociale francese del tempo, i surrealisti, la stima dei quali Lacombe aveva già ottenuto col suo primo film di atmosfera populista, La zone .

## Trama
Boule de Gomme è un attore bambino che si trova sul set del film che sta girando. Il regista e tutto il resto della troupe si innervosiscono perché è fuori tempo quando gli viene chiesto di piangere o ridere. Nessuno riesce a ragionare con lui, ad eccezione di un macchinista che riesce a renderlo obbediente.